# Stigmatodactylus paradoxus
Stigmatodactylus paradoxus là một loài thực vật có hoa trong họ Lan. Loài này được (Prain) Schltr. miêu tả khoa học đầu tiên năm 1911.